# Bayan ko
Pour plus de détails, voir Fiche technique et Distribution.
Bayan ko (Bayan ko : Kapit sa patalim) est un film franco-philippin réalisé en 1984 par Lino Brocka et sorti en 1985.

## Synopsis
La femme de Tuning, ouvrier-imprimeur philippin, est enceinte et ils sont endettés. Dans cette situation, Tuning signe un engagement à ne participer à aucun mouvement social. Lorsque la grève éclate dans son entreprise, il ne s'engage pas aux côtés de ses compagnons. Aussi, le couple se retrouve seul et sans aide. C'est alors que Tuning participe à un cambriolage.

## Fiche technique
- Titre du film : Bayan ko : Kapit sa patalim
- Réalisation : Lino Brocka
- Scénario : Jose F. Lacaba, d'après son récit
- Photographie : Conrado Baltazar - Couleurs, 35 mm/1,66 : 1
- Montage : George Jarlego
- Musique : Jess Santiago
- Production : Véra Belmont pour Malaya Films (Philippines)/Stephan Films (France)
- Durée : 108 minutes
- Pays d'origine :  Philippines/ France
- Sortie : 6 novembre 1985
- Genre : drame

## Distribution
- Phillip Salvador : Tuning Manalastas
- Gina Alajar : Luz Manalastas
- Claudia Zobel : Dhalie
- Carmi Martin : Carla
- Raul Aragon : Lando

## Autour du film
« Bayan ko (liberté), chanson populaire de Manille, rythme ce fait divers social mené à un train d'enfer. »
Cette chanson devint, à la suite de l'assassinat de Benigno Aquino le 21 août 1983, l'hymne officiel de l'opposition au président philippin Ferdinand Marcos.
« Le film est une violente critique de ce style grand reportage, où l'on croit avoir tout dit lorsqu'on a montré le plus spectaculaire. (...) En prise directe sur l'actualité brûlante de son pays (interdit aux Philippines, il arriva clandestinement au Festival de Cannes 1984), va bien au-delà du fait divers dont il s'est inspiré. »